# 乜那寺
乜那寺，位于中国青海省贵德县河阴镇城东区，为第六批青海省文物保护单位，公布日期为1998年12月22日，类型为古建筑。
乜那寺的历史年代为清。